# Algonquin Gas Transmission
Algonquin Gas Transmission — трубопровід в США, який постачає природний газ до ряду північно-східних штатів.
Система, розвиток якої почався ще у середині 20 століття, починається на східному кордоні Пенсільванії та прямує паралельно до узбережжя Атлантичного океану через Нью-Джерсі, Нью-Йорк, Коннектикут та північно-західний кут Род-Айленду до району Бостону (штат Массачусетс). У початковій точці вона отримує ресурс з Texas Eastern Transmission, а в Массачусетсі сполучається з Maritimes&Northeast Pipeline, який подає блакитне паливо з Канади. З 2008 року у тому ж Массачусетсі в систему надходить регазифікована продукція оффшорного плавучого терміналу Northeast Gateway (ще один плавучий термінал Neptune LNG під'єднали до системи в 2010-му, проте він так і не розпочав роботу).
Довжина системи Algonquin Transmission складає 1129 миль, пропускна здатність після спорудження лупінгів понад 31 млрд.м3 на рік.
Окрім названих вище газопроводів, Algonquin Transmission має інтерконектори з рядом інших систем, які постачають газ з регіону Мексиканської затоки (Tennessee Gas Pipeline, Transco), з Канади (Iroquois Gas Transmission) або розвинуті в межах північно-східних штатів (Millennium Pipeline, Columbia Gas Transmission). У зв'язку зі «сланцевою революцією» та активною розробкою в Аппалачському басейні формацій Утіка та Марцеллус, Algonquin Transmission стала важливим шляхом доставки «сланцевого газу» до споживачів.
В середині 2010-х планувалось подальше підсилення системи, зокрема шляхом заміни частини існуючого газопроводу 650 мм на нову ділянку в діаметрі 1050 мм. Це повинне сприяти задоволенню потреб Нової Англії, яка єдина з регіонів США вимушена продовжувати імпорт зрідженого природного газу через термінал в Еверетт. Проте реалізація даних планів стикнулась з протестами природоохоронних організацій.